# Ruta 503 (Costa Rica)
La Ruta 503, oficialmente Ruta Nacional Terciaria 503, es una ruta nacional de Costa Rica ubicada en la provincia de Heredia.

## Descripción
En la provincia de Heredia, la ruta atraviesa el cantón de San Rafael (los distritos de San Rafael, Santiago), el cantón de San Pablo (el distrito de San Pablo).